# Plateau (département)
Pour les articles homonymes, voir Plateau.
Le département du Plateau est un département du sud-est du Bénin, limitrophe du Nigeria. 

## Géographie
Il est limitrophe de trois départements du Bénin et frontalier de deux États du Nigeria.
|     | Collines | Oyo  |
| Zou | Plateau  | Ogun |
|     | Ouémé    |      |

## Communes

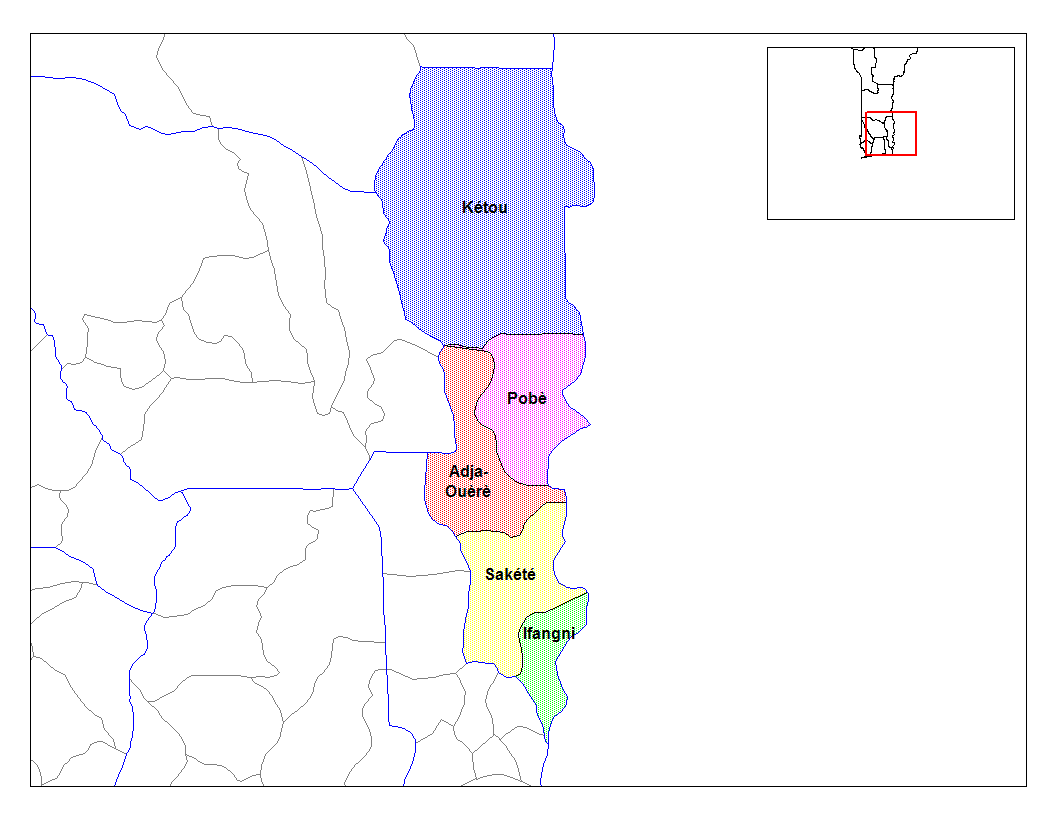
Communes du Plateau

Le Plateau compte cinq communes :
- Adja-Ouèrè
- Ifangni
- Kétou
- Pobè (préfecture)
- Sakété (chef-lieu)

## Villages
Depuis 2013, le département de l'Ouémé compte 362 villages et quartiers de ville.

## Population
Le Plateau est peuplé principalement de Nagots, Yoruba, Holli, Fon et Mahi.

## Tourisme

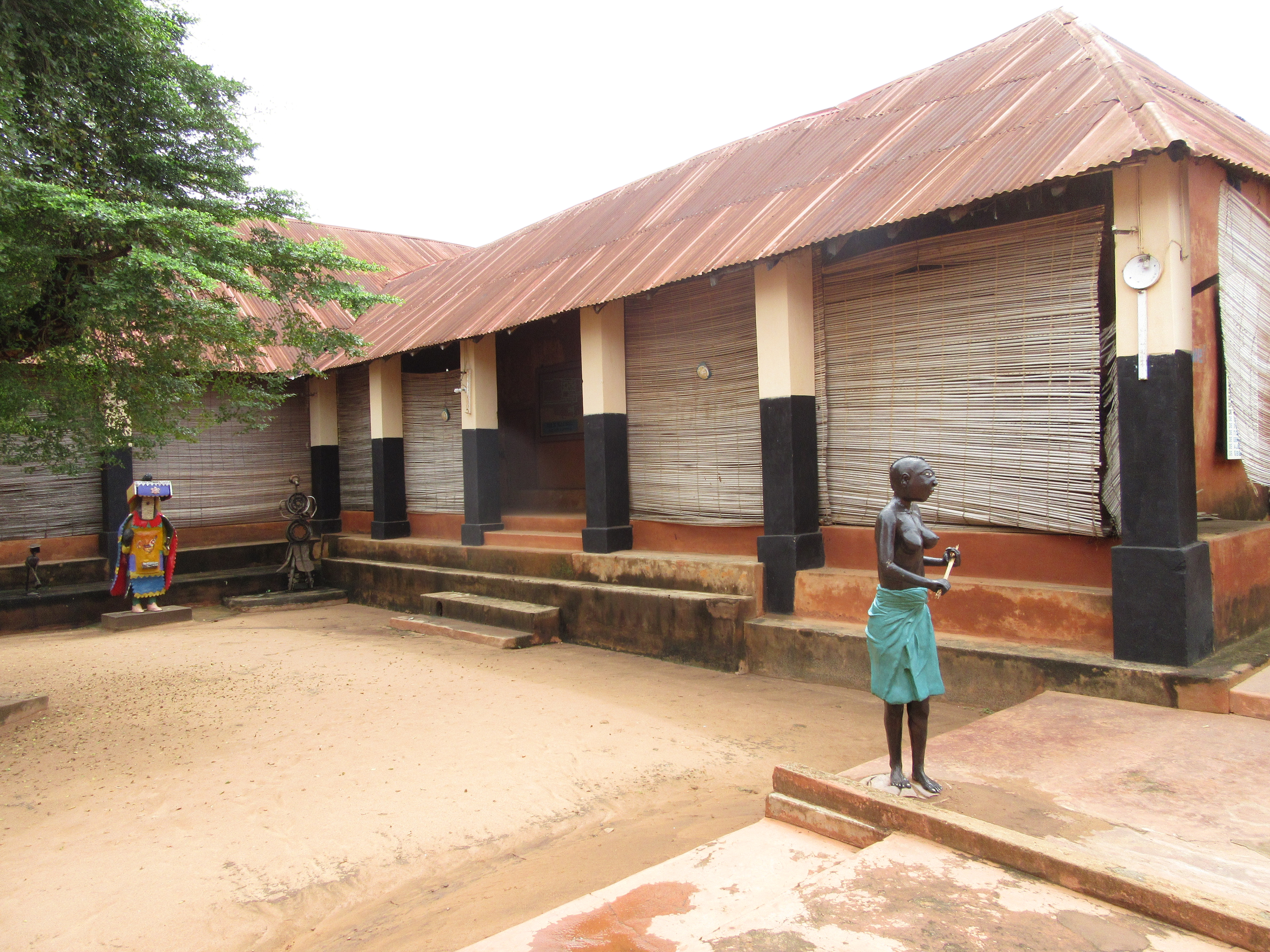
Musée Honmè
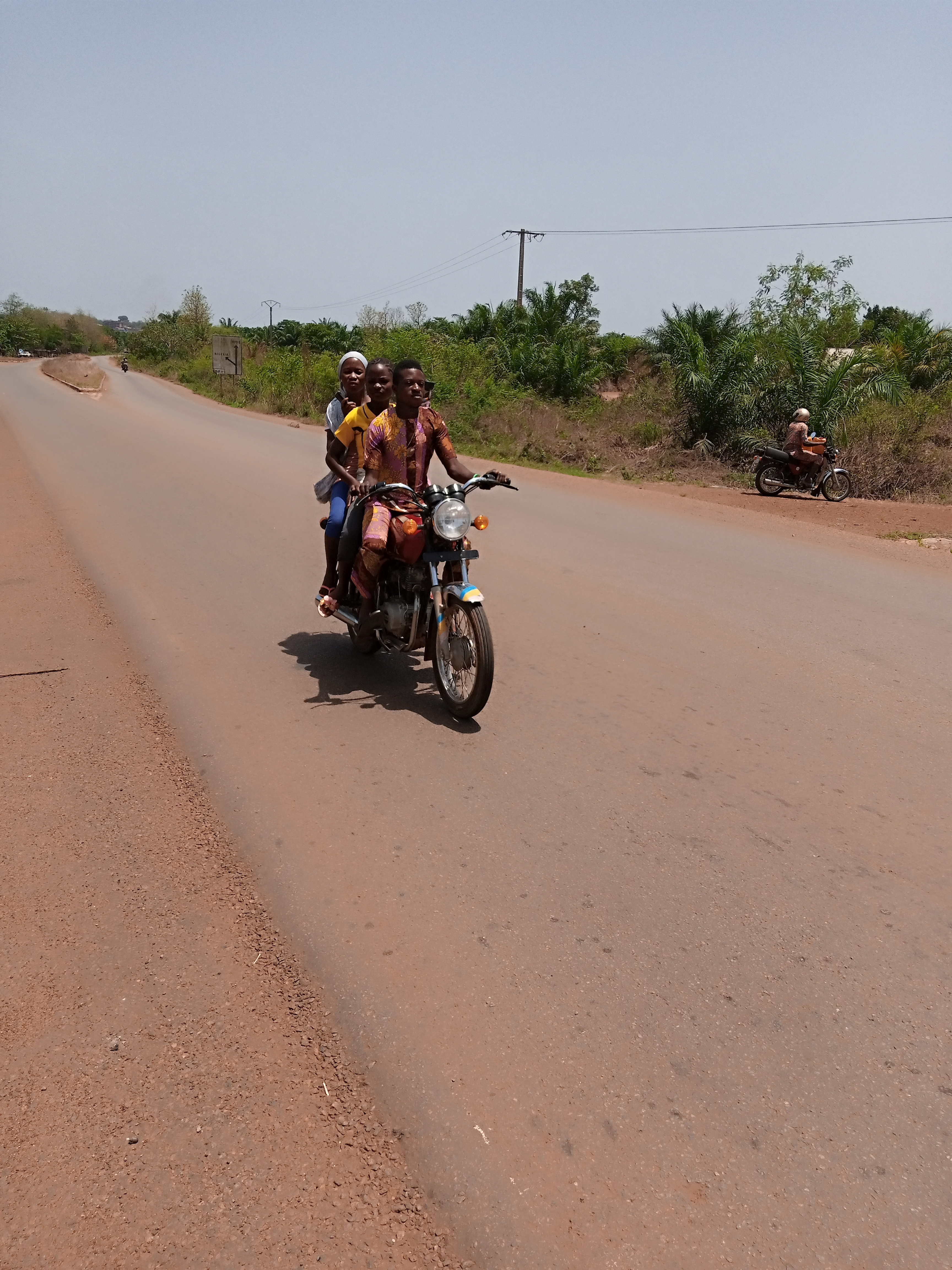
Motocyclette sur la RN 3 au nord de Pobè
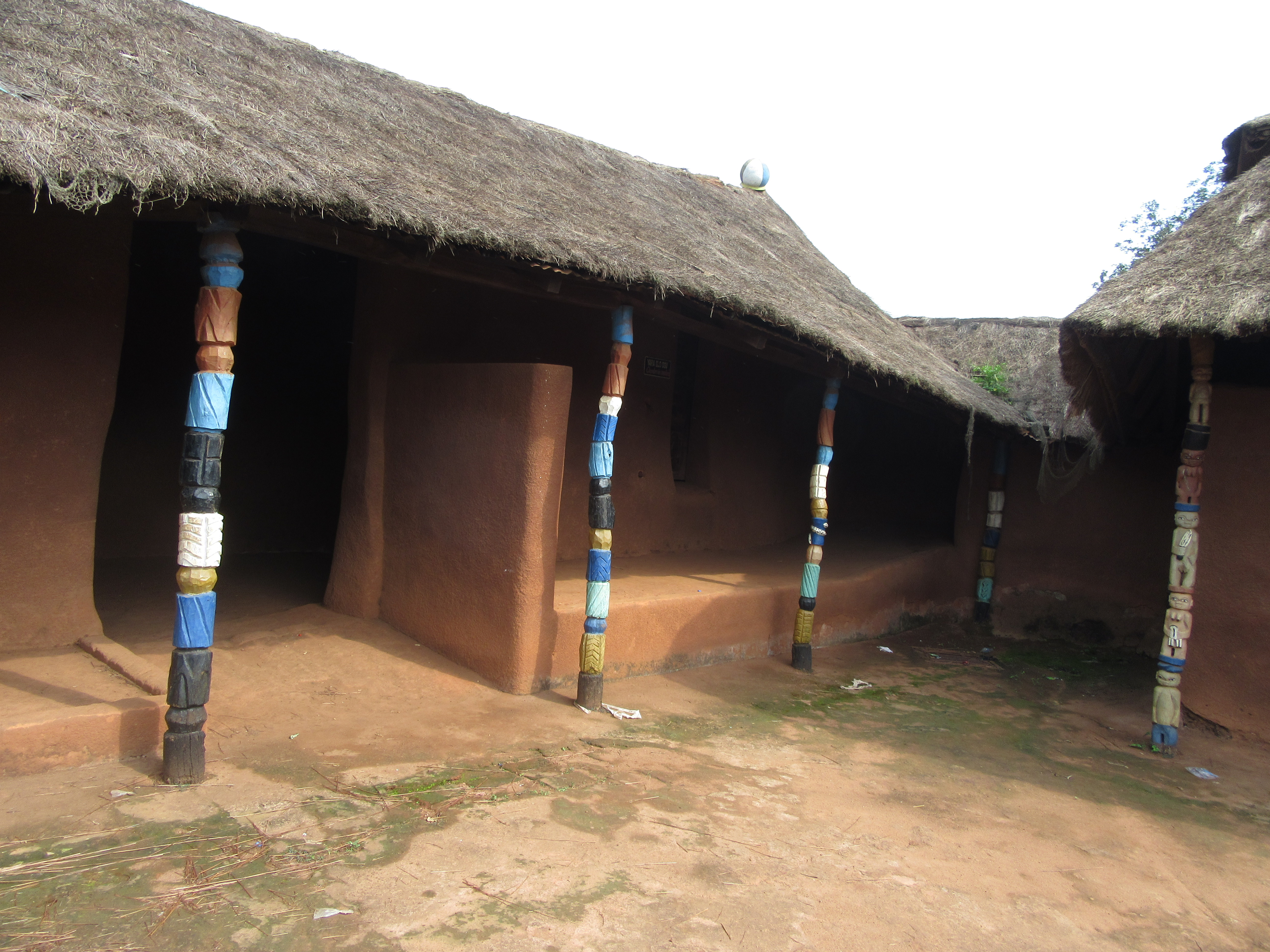
Musée Akaba
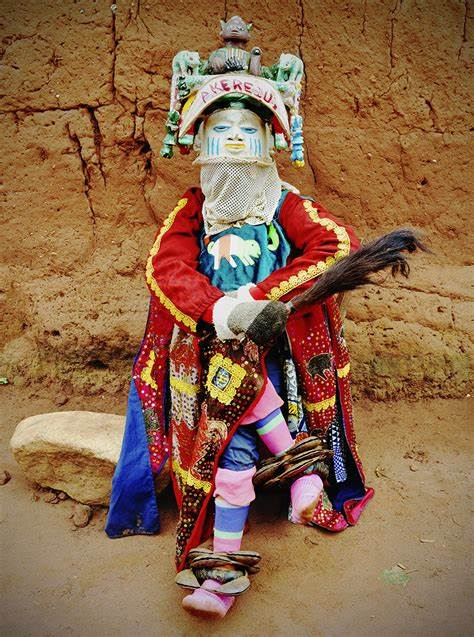
Guelede